# آلینا زاگیتوا
آلینا زاگیتوا (روسی: Алина Ильназовна Загитова؛ زادهٔ ۱۸ مهٔ ۲۰۰۲) اسکیت‌باز نمایشی اهل روسیه است که در المپیک زمستانی ۲۰۱۸ در رشته اسکیت نمایشی مدال طلا به دست آورد، او با کسب ۲۳۹.۵۷ امتیاز اولین مدال طلای کاروان روسیه در المپیک زمستانی ۲۰۱۸ را کسب کرد.